# Martti Lappalainen
Martti Eemil Lappalainen (Ruokolahti, 11 aprile 1902 – Mäntysova, 6 ottobre 1941) è stato un fondista e sciatore di pattuglia militare finlandese.
Era fratello di Tauno, a sua volta fondista di alto livello.

## Biografia
Sergente del 2º Reggimento artiglieria dell'Esercito finlandese, fu selezionato per partecipare alla competizione di pattuglia militare ai I Giochi olimpici invernali di Chamonix-Mont-Blanc 1924 con August Eskelinen, Heikki Hirvonen e Väinö Bremer, ma all'ultimo momento fu sostituito da Ville Mattila.
Lappalainen ottenne i migliori risultati nello sci di fondo. Si mise per la prima volta in luce vincendo l'argento nella 15 km ai Campionati militari finlandesi 1924; due anni dopo partecipò alla sua prima edizione dei Mondiali, quella di Lahti, dove chiuse al 6º posto la 30 km. Nel 1927 vinse la sua prima medaglia ai Campionati finlandesi, l'argento nella 10 km, mentre l'anno successivo prese parte ai II Giochi olimpici invernali di Sankt Moritz 1928 (7° nella 18 km, 9° nella 50 km) e vinse la 50 km del Trofeo Holmenkollen.
Nel 1929 Lappalainen s'impose nella 50 km del Trofeo del Salpausselkä, a Lahti, e vinse il primo dei suoi titoli nazionali, nella 10 km. Sulla medesima distanza fu campione finlandese anche nel 1930 e nel 1931. Ai III Giochi olimpici invernali di Lake Placid 1932 giunse al 4º posto nella 18 km, dietro al connazionale Veli Saarinen, con un tempo di 1:26:31; non concluse la 50 km.
Raggiunse l'apice della carriera ai Mondiali del 1934, ai quali vinse l'oro nella staffetta 4 × 10 km (con Klaes Karppinen, Sulo Nurmela e Veli Saarinen) e il bronzo nella 18 km. Concluse la sua carriera internazionale ai Mondiali del 1938 (39° nella 50 km). Richiamato alle armi a causa dell'aggressione sovietica alla Finlandia, Lappalainen cadde in battaglia nel 1941 nei pressi del fiume Svir', nei primi mesi della Guerra di continuazione.

## Palmarès

### Sci di fondo

#### Mondiali
- 2 medaglie:
  - 1 oro (staffetta 4 × 10 km a Sollefteå 1934)
  - 1 bronzo (18 km a Sollefteå 1934)

#### Campionati finlandesi
- Campione finlandese nella 10 km nel 1929, nel 1930 e nel 1931